# Landesgartenschau Kronach 2002
Die Landesgartenschau Kronach 2002 war eine bayerische Landesgartenschau in der oberfränkischen Kreisstadt Kronach. Sie fand vom 26. April bis zum 6. Oktober 2002 auf einem ehemaligen Gewerbegebiet statt, das hierfür von umfangreichen Altlasten befreit wurde.

## Geschichte
Erste Planungen für eine Landesgartenschau in Kronach begannen bereits im Jahr 1987. Der damalige Stadtrat Manfred Raum (SPD), der 1990 zum Ersten Bürgermeister gewählt wurde, wollte mit dem Projekt vor allem die touristische Attraktivität der Stadt erhöhen. Ursprünglich war beabsichtigt die Gartenschau um die nördlich der Altstadt gelegene Festung Rosenberg herum stattfinden zu lassen, aus Gründen des Umweltschutzes wurden die Planungen dann jedoch auf den sogenannten Flügelbahnhof verlegt. Dabei handelt es sich um ein inmitten der Stadt am Ufer der Haßlach gelegenes Areal, das annähernd 100 Jahre lang als Gewerbegebiet diente und umfangreich mit Schadstoffen belastet war.
Das rund vier Hektar große Gelände, das ursprünglich noch außerhalb des Stadtgebiets lag, wurde um 1900 im Zuge des Baus der Bahnstrecke Kronach–Nordhalben von der Bahn erschlossen und diente zunächst als Zwischenlager für Floßholz aus dem Frankenwald. Nachdem der Holztransport an Bedeutung verloren hatte, wurde das Areal von der Bahn als Gewerbefläche umgenutzt, auf der sich verschiedene Betriebe aus den Bereichen Mineralölhandel und Schrottverwertungs- und Schrottmetallindustrie ansiedelten; der nördliche Teil diente als Halde für Abfälle der in der Stadt ansässigen Porzellanindustrie. Mit dem Anwachsen der Kronacher Bevölkerung entstanden ab den 1960er Jahren zunehmend neue Wohn- und Mischgebiete in unmittelbarer Nachbarschaft des Flügelbahnhofs, womit sich dieser nun inmitten des Stadtgebiets befand.
Im Jahr 1991 bewarb sich die Stadt mit einem Konzept zur Sanierung des stark mit Schadstoffen belasteten Geländes und der Renaturierung einer insgesamt 17 Hektar großen Fläche an den Flüssen Haßlach, Kronach und Rodach um die Ausrichtung der Landesgartenschau und erhielt am 8. April 1992 den Zuschlag durch die Gesellschaft zur Förderung der bayerischen Landesgartenschauen. Am 14. Juli 1995 erfolgte die Gründung der Landesgartenschau Kronach 2002 GmbH. Den Ende März 1997 ausgeschriebenen Wettbewerb für die Gestaltung des Geländes gewann eine Arbeitsgemeinschaft aus dem Landschaftsarchitekturbüro Färber in Icking und dem Architekturbüro Kochta in München.

### Sanierung

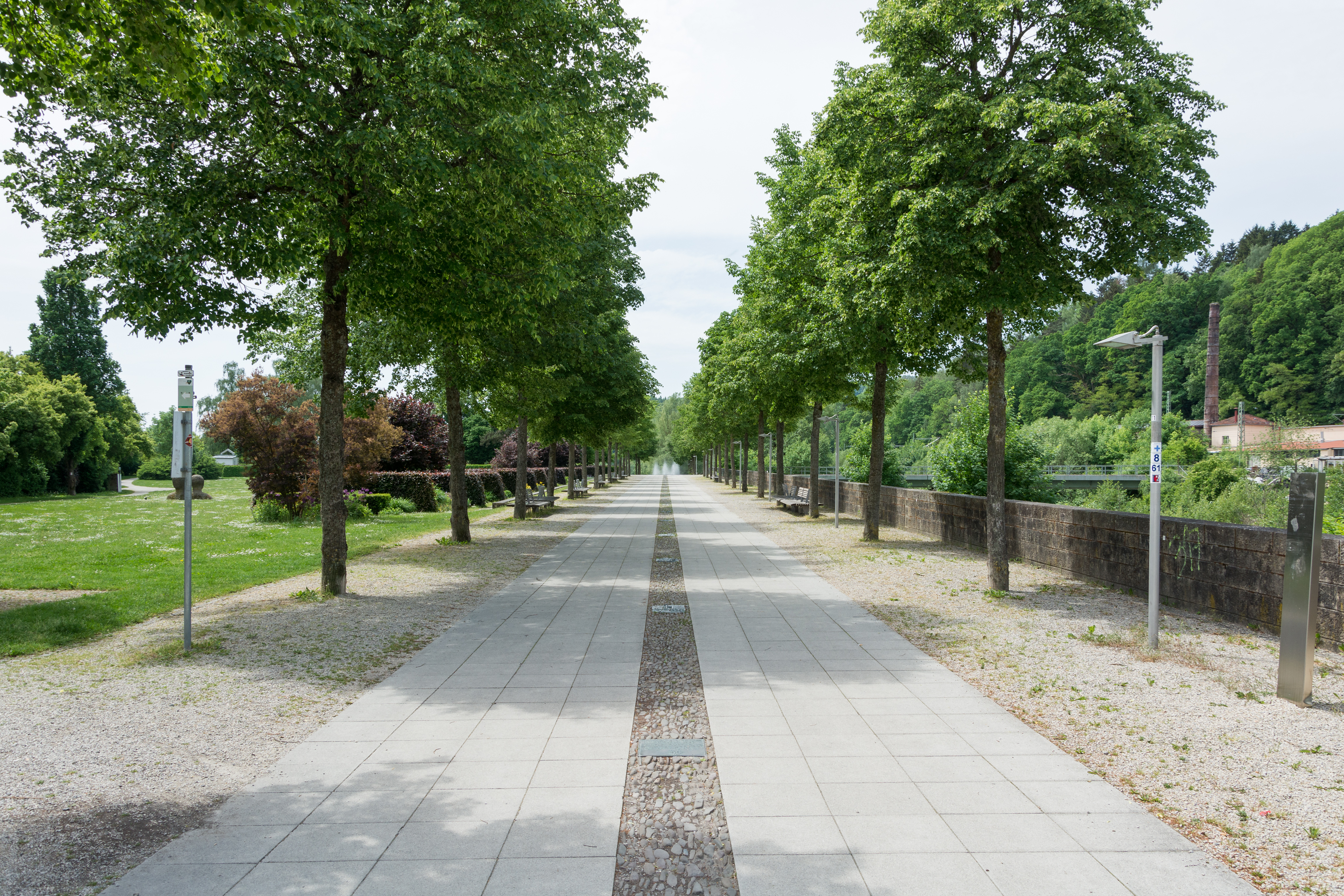
Stadtgeschichtspromenade

Zunächst mussten die auf dem Gelände ansässigen Unternehmen auf neu ausgewiesene Gewerbeflächen in den Gemeindeteilen Neuses und Knellendorf umgesiedelt und die Grundstücke, die sich zum Großteil noch nicht im Eigentum der Stadt befanden, erworben werden. Die folgende Altlastensanierung des Flügelbahnhofs erwies sich als wesentlich umfangreicher als erwartet. Nach dem Abbruch der bestehenden Gebäude und Anlagen mussten rund 130.000 t mit Schwermetallen belastetes Bodenmaterial entsorgt werden. Bei den Arbeiten zur Beseitigung des Porzellanschutts wurden darunter auch 20 mit je 300 Litern Teeröl oder ähnlichem Material gefüllte Holzfässer entdeckt, unter einem in den 1970er Jahren errichteten Hochwasserdamm kamen neben Schrott und anderen Abfällen etwa 20 Gasflaschen zum Vorschein.
Wegen der für den Kauf und die Sanierung der Grundstücke bereits entstandenen Kosten von etwa 8 Millionen Euro und der für die eigentlichen Arbeiten für die Landesgartenschau geplanten Summe in ähnlicher Höhe formierte sich im Stadtrat der finanziell schwach aufgestellten Stadt Widerstand gegen das Projekt. Die Fraktion der Freien Wähler um den späteren Bürgermeister Wolfgang Beiergrößlein wollte einen Bürgerentscheid über die Ausrichtung der Landesgartenschau durchführen lassen. Der entsprechende Antrag wurde im Stadtrat jedoch nahezu einstimmig abgelehnt; lediglich Beiergrößlein votierte dafür.

### Bauarbeiten

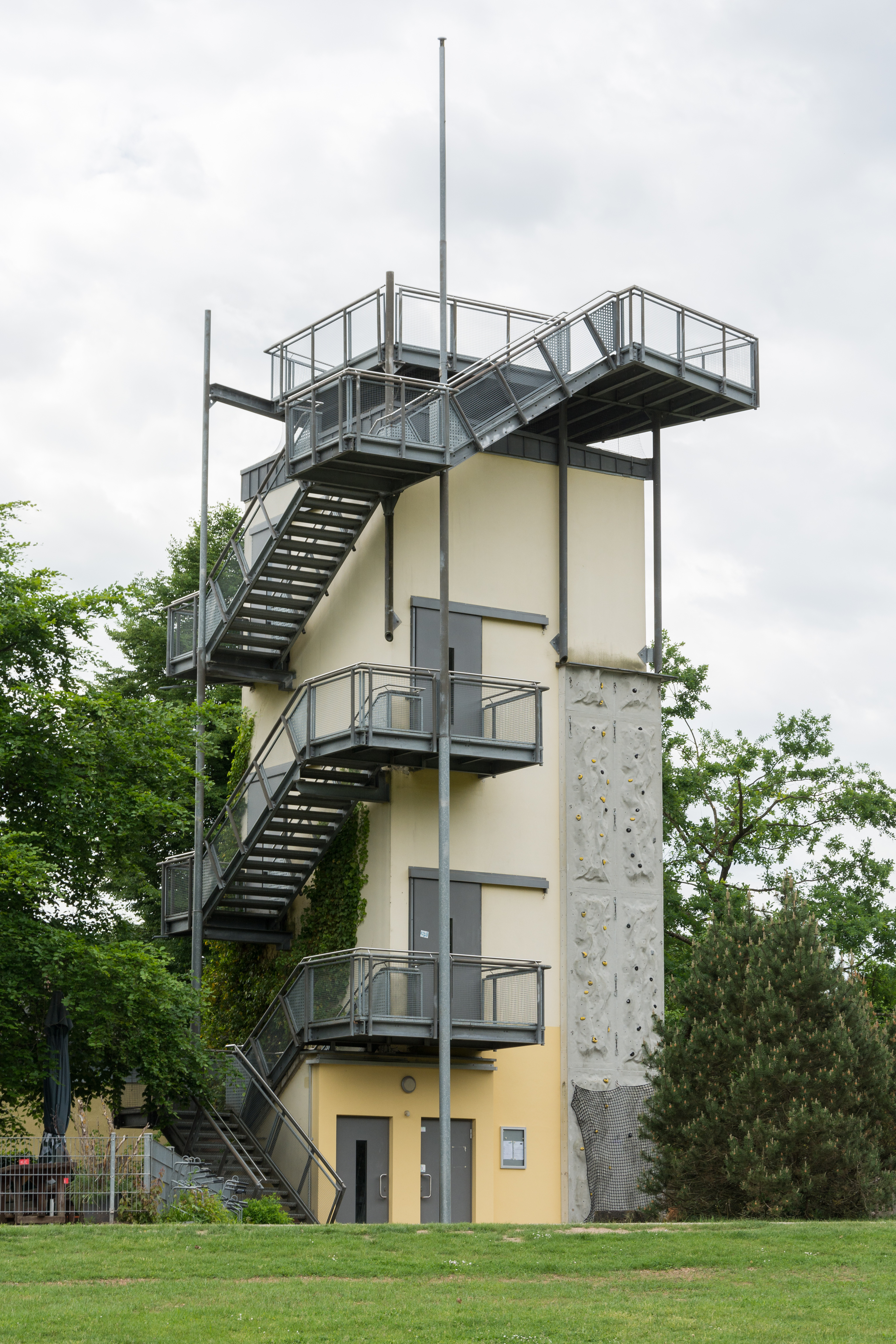
Aussichts- und Kletterturm

Der offizielle Spatenstich für die Landesgartenschau erfolgte am 27. November 1999 im Beisein des bayerischen Umweltministers und ehemaligen Kronacher Landrats Werner Schnappauf. Im September 2000 begann die Renaturierung der Rodachtal-Aue; der Fluss war wie Haßlach und Kronach in früheren Jahrhunderten begradigt und befestigt worden, um ihn für die Flößerei nutzbar zu machen. Um vielfältigere Lebensräume für Tiere und Pflanzen zu schaffen, sollten die Flüsse wieder naturnaher gestaltet werden. Eine zentrale Maßnahme umfasste die Wiederherstellung einer Flussschleife der Rodach am südlichen Ende des Landesgartenschaugeländes. Zwischen dem Hauptgerinne und dem neu geschaffenen Altarm entstand eine kleine Insel, auf der sich 2008 unter anderem eine Biberfamilie fest ansiedelte. Im April 2001 folgte die Renaturierung von Haßlach und Kronach. Die Bepflanzung des Geländes mit 15.000 Blumenzwiebeln erfolgte im November 2001.
Am Haupteingang am Pfählanger entstand die etwa 13 Meter breite und rund 200 Meter lange sogenannte Stadtgeschichtspromenade. In den Boden des von einer Lindenallee gesäumten Weges wurden insgesamt 29 Bronzetafeln des Kronacher Bildhauers Heinrich Schreiber eingelassen, die verschiedene Stationen aus der Geschichte der Stadt Kronach zeigen. Im Jahr 2003 wurde eine weitere Tafel zur Feier des 1000-jährigen Stadtjubiläums ergänzt. Auf die Promenade folgt eine stufenförmig angelegte Steinterrasse, die als Tribüne für die gegenüberliegende Seebühne dient. Südöstlich der Steinterrasse wurde, direkt an die benachbarte Wohnbebauung anschließend, ein großer Erlebnisspielplatz mit Kletterwald angelegt. Südlich der Seebühne entstand auf einem Plateau das zentrale Ausstellungsgelände der Landesgartenschau. Dort befindet sich unter anderem ein Kletter- und Aussichtsturm, bei dem es sich um den umgebauten ehemaligen Sägespänebunker einer Schreinerei handelt. Eine große, etwas tiefer gelegene Fläche direkt am Flussufer wurde als Überflutungsbereich gestaltet, um die bei Hochwasser über die Ufer tretende Haßlach aufzunehmen. Trotz dieser Maßnahmen erlitt das Projekt drei Monate vor der Eröffnung einen Rückschlag, als ein Hochwasser im Januar 2002 große Teile des Geländes verwüstete. Die Beseitigung der Schäden verursachte Mehrkosten in Höhe von 250.000 Euro.
Weiter in Richtung Süden führt ein Steg unter der Südbrücke mit den Bundesstraßen 85 und 173 hindurch in den sogenannten Höringsgarten. Von dort führt der Weg über eine Hubbrücke über die Rodach zum südlichen Ende des Areals, wo ein Skatepark, ein Spielfeld für Ballsportarten und ein Anlegeplatz für Floßfahrten entstanden.

### Durchführung
Eröffnet wurde die Landesgartenschau am 26. April 2002 im Beisein des stellvertretenden bayerischen Ministerpräsidenten Günther Beckstein und des Umweltministers Werner Schnappauf durch Karin Stoiber, Gattin des Ministerpräsidenten Edmund Stoiber. Bis 6. Oktober 2002 zählte die Landesgartenschau rund 630.000 Besucher, darunter Prominente wie Ministerpräsident Stoiber, Entertainer Thomas Gottschalk und die ehemaligen Fußballspieler Ulrich Hoeneß und Gerd Müller.

## Kosten
Die Kosten für die Realisierung der Landesgartenschau in Kronach beliefen sich auf 20,6 Millionen Euro. Davon entfielen 8 Millionen Euro auf die Maßnahmen zur Umsiedlung der ansässigen Unternehmen, den Erwerb der Grundstücke und deren umfangreiche Sanierung. Für die eigentlichen Bauarbeiten zum Aufbau des Geländes mussten Mittel in Höhe von 7,3 Millionen Euro aufgewendet werden. Die Durchführung der Ausstellungen und Veranstaltungen und die Verwaltung verursachten Kosten in Höhe von 5,3 Millionen Euro. Die Finanzierung erfolgte zum Großteil mit Eigenmitteln der Stadt Kronach mit Förderung durch den Europäischen Fonds für regionale Entwicklung, der 900.000 Euro zuschoss, und den Freistaat Bayern, der aus verschiedenen Förderprogrammen insgesamt 6 Millionen Euro beisteuerte.

## Nachnutzung
Nach dem Ende der Landesgartenschau waren lediglich geringe Rückbaumaßnahmen erforderlich. Die verbliebene, rund 14 Hektar große Parkfläche dient seitdem als Naherholungsgebiet inmitten der Stadt. Das vier Hektar große Areal des ehemaligen Flügelbahnhofs, auf dem sich die zentrale Ausstellungsfläche befand, wurde als neues Wohngebiet ausgewiesen, das vorwiegend für Menschen mit Behinderung, Senioren und kinderreiche Familien gedacht ist. Unter anderem entstand dort von Herbst 2017 bis Ende 2019 das Lucas-Cranach-Seniorenwohnhaus als Ersatzneubau für eine Wohnanlage in der Maximilian-von-Welsch-Straße. Die vom Diakonischen Werk unterhaltene Einrichtung bietet Wohnraum für 120 Personen.